# Lepidasthenia mossambica
Lepidasthenia mossambica är en ringmaskart som beskrevs av Francis Day 1962. Lepidasthenia mossambica ingår i släktet Lepidasthenia och familjen Polynoidae.
Artens utbredningsområde är Moçambique. Inga underarter finns listade i Catalogue of Life.